# Дантокпа

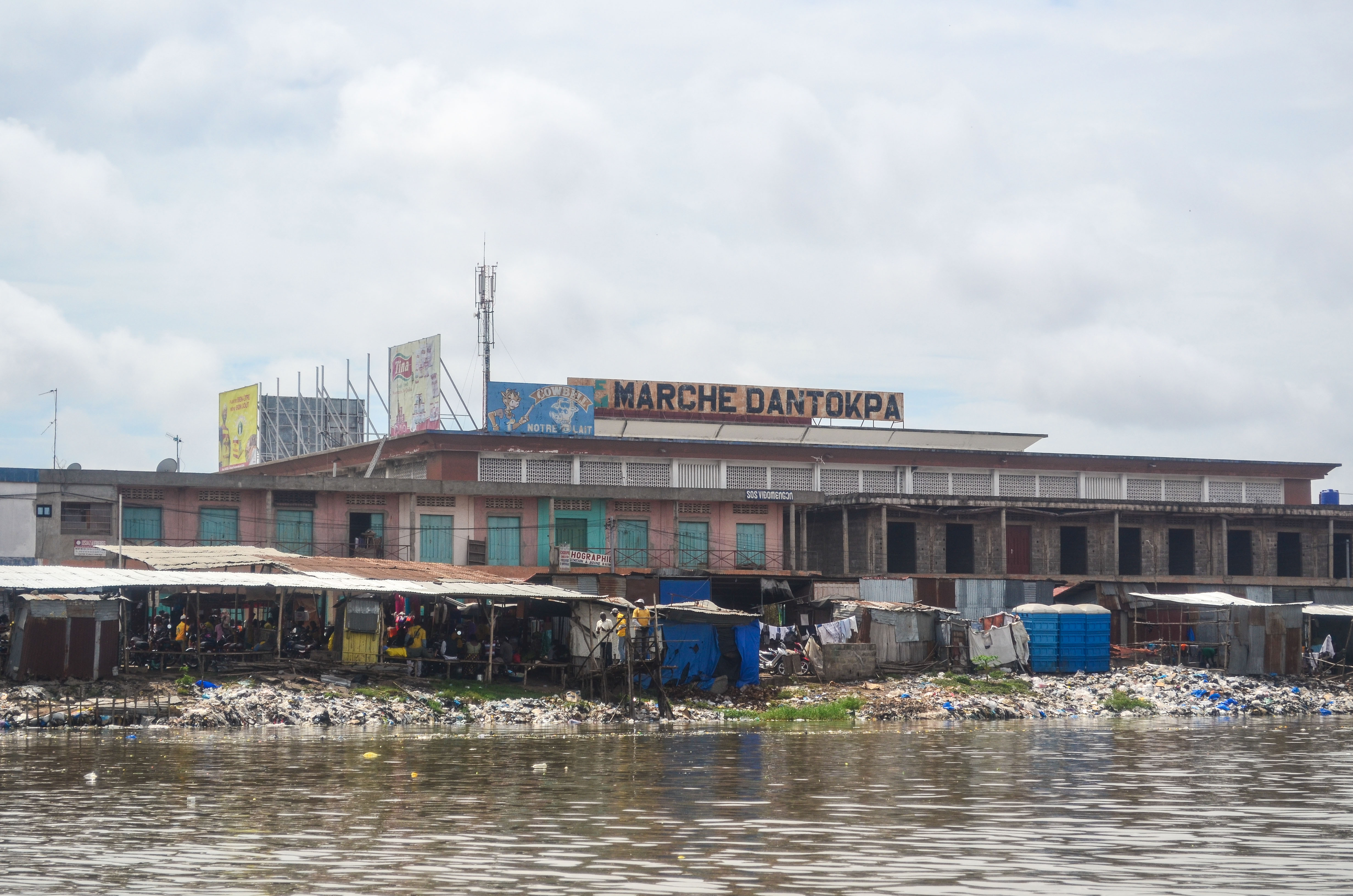
Головна будівля ринку зі сторони лагуни

Дантокпа (Dantokpa или просто Tokpa) — найбільший ринок Західної Африки, розташований в економічній столиці Беніну - місті Котону. Площа ринку перевищує 20 гектарів, він є найбільшою торговельною зоною міста, а також відіграє важливу роль в економіці всієї країни. Ринком керує муніципальна компанія Sogema (Société de gestion des marchés autonomes) . 
На ринок Дантокпа з'їжджаються покупці не тільки з усього Беніну, а й із сусідніх країн - Нігерії, Камеруну, Конго, Того, Гани, Кот-д'Івуару, Буркіна-Фасо, Нігеру таМалі. Станом на 2012 рік, щодня ринок відвідувало від мільйона до півтора мільйонів чоловік. 
На ринку налічується понад 5 тис. крамниць і магазинів, в основному в них продають різнокольорові тканини (відомі як «голландські тканини з восковим друком), продукти харчування, алкогольні напої, готовий одяг і взуття, побутову електротехніку, мобільні телефони, запчасти до автомобілів, мотоциклів і велосипедів, косметику, побутову хімію, ювелірні вироби, біжутерію, а також предмети релігійного культу та ремісничі вироби . Щоденний оборот ринку становить близько 2 млн доларів США.
Дантокпа є великим центром західноафриканського чорного ринку і нелегального обміну валют . На ринку домінують торговці йоруба, серед інших впливових груп - аджа і ген (міна) . У секторі оптової торгівлі та реекспорту в Нігерію домінують ліванці, індійці, пакистанці та китайці.    
231/5000